# NGC 75
NGC 75 es una galaxia lenticular que se estima está a unos 260 millones de años luz de distancia en la constelación de Piscis. Fue descubierto por Lewis A. Swift en 1886 y su magnitud es de 13.2.